# Elisabet Font Montanyà
Elisabet Font Montanyà, més coneguda com a Bet Font (Torelló, 30 de març de 1964) és una biòloga i activista política catalana, diputada al Parlament de Catalunya en la VI i VII legislatures.

## Biografia
Llicenciada en biologia per la Universitat de Barcelona (1982-87). Des de 1985 és implicada en campanyes de defensa del medi ambient. Ha estat membre destacada del Grup de Defensa del Ter, que aconseguí el processament de l'empresari Josep Puigneró. Fou cap d'agrupament i responsable pedagògica dels Minyons Escoltes i Guies Sant Jordi de Catalunya.
A les eleccions municipals espanyoles de 1999 fou escollida regidora de l'ajuntament de Torelló. A les eleccions al Parlament de Catalunya de 1999 i 2003 fou escollida diputada dins les llistes d'Iniciativa per Catalunya-Verds. El 2004 fou escollida membre de la mesa del Parlament de Catalunya. Deixà l'escó el 2006 i treballa com a directora d'àrea a Lavola, una empresa de serveis per a la sostenibilitat.

## Obres
És autora del llibre (50 persones) que conspiren (1999), i coautora del llibre Consumo sostenible. Preguntas con respuesta (1999).